# The Settlers II
The Settlers II: Veni, Vidi, Vici es un videojuego de estrategia en tiempo real para PC publicado en 1996 y desarrollado por Blue Byte. Fue considerado uno de los mejores y más populares de Europa, vendiendo más de un millón de copias.